# مرض الكبد الكحولي
مرض الكبد الكحولي (بالإنجليزية: Alcoholic liver disease) هو مصطلح يشمل المظاهر الكبدية للاستهلاك المفرط للكحول، والتي تشمل الكبد الدهني والتهاب الكبد الكحولي والتهاب الكبد المُزمن المصحوب بتليف الكبد وتشمعه.

## عوامل الخطر
عوامل الخطر المعروفة حاليًا (2010) هي:
- كمية الكحول المتناولة: يؤدي استهلاك من 60 إلى 80 غرام يوميًا (14 غرام هي كمية المشروب القياسي الواحد في الولايات المتحدة، أي 1.5 أونصة سائلة من الليكيور و5 أونصة سائلة من النبيذ و12 أونصة سائلة من البيرة؛ شرب ستة عبوات من البيرة 5٪ يوميًا يعني استهلاك 84 غرام، وهو ما يتجاوز الحد الأعلى) لمدة 20 عام أو أكثر لدى الرجال، أو 20 غرام في اليوم للنساء إلى زيادة خطر التهاب الكبد وتليفه بنسبة 7٪ إلى 47٪.[5]
- نمط الشرب: يزيد شرب الكحول خارج أوقات الوجبات من خطر الإصابة بأمراض الكبد الكحولية بنحو 3 أضعاف عند مقارنته مع شربه خلال تناول الوجبات.[6]
- الجنس: يكون الإناث أكثر عرضة للإصابة بأمراض الكبد المرتبطة بالكحول بنحو مرتين مقارنةً بالذكور، وقد يصبن بها بعد فترات أقصر وجرعات أقل من الاستهلاك المزمن. قد يفسر هذه الظاهرة امتلاك الإناث كمية أقل من ديهيدروجينيز الكحول الذي يفرز في القناة الهضمية وارتفاع نسبة الدهون في الجسم والاختلاف في امتصاص الدهون بسبب الدورة الشهرية.
- التهاب الكبد الفيروسي سي: يسرع التهاب الكبد سي أذية الكبد.
- العوامل الوراثية: يوجد بعض العوامل الوراثية المهيئة للإدمان ولأمراض الكبد الكحولية؛ إذ يرجح أن يكون التوائم أحادية الزيجوت مدمنين على الكحول وأن يصابا كلاهما بتشمع الكبد مقارنةً بالتوائم ثنائية الزيجوت. قد يفسر هذا المكون الوراثي جزئيًا بتعدد أشكال الأنزيمات المشاركة في استقلاب الكحول (مثل ADH  وALDH وCYP4502E1) وخلل الميتوكوندريا وتعدد أشكال السيتوكين. ومع ذلك، لا توجد حاليًا أشكال متعددة محددة ترتبط ارتباطًا وثيقًا بأمراض الكبد الكحولية.
- الحديد الزائد (داء ترسب الأصبغة الدموية).
- النظام الغذائي: قد يؤدي سوء التغذية وخاصة نقص فيتامينات A وE إلى تفاقم تلف الكبد الناجم عن الكحول بسبب عدم تجدد خلايا الكبد. يشكل هذا السبب مصدر قلق بشكل خاص لأن مدمني الكحول يعانون عادةً من سوء التغذية بسبب النظام الصحي السيء وفقدان الشهية والاعتلال الدماغي.

## التشخيص
قد لا يبدي مرضى الكبد الكحولي في المراحل المبكرة أية أعراض، ولا يُكتَشف المرض حتى الوصول إلى مراحل متقدمة. وقد يُكتَشف المرض بشكل مبكر عند إجراء فحوص روتينية بارتفاع الإنزيمات الكبدية؛ فهذا يشير عادةً إلى تشحم الكبد. يظهر التشحم كبير الحويصلات أو صغير الحويصلات في عينات خزعات الكبد بالإضافة إلى العلامات الالتهابية، ولكن لا يمكن تمييز هذه الخصائص النسيجية عن مرض الكبد الدهني غير الكحولي. يتعافى تشحم الكبد بعد التوقف عن تعاطي الكحول، بينما يؤدي استمرار تعاطي الكحول إلى زيادة خطر الإصابة بأمراض الكبد وتشمعه. تشمل المظاهر السريرية الذين يعانون من التهاب الكبد الحاد الكحولي: الحمى واليرقان وتضخم الكبد واحتمالية انكسار معاوضة الكبد مع حدوث اعتلال دماغ كبدي والحبن (تراكم السوائل في البطن). قد تكون ضخامة الكبد المؤلمة موجودة، لكن لا يوجد ألم بطني عادةً، وقد لا يكون المرضى عرضيين في بعض الأحيان.

### النتائج المخبرية
تكون نسبة ناقلة أمين الأسبارتات إلى نسبة ناقلة أمين الألانين في المصل أكبر من 2: 1 لدى الأشخاص المصابين بالتهاب الكبد الكحولي، ولكن تكون مستوياتهما دائمًا أقل من 500. يرجع هذا التفاوت في الارتفاع إلى نقص فوسفات البيريدوكسال اللازم لتصنيع ناقلة أمين الألانين. تسبب مستقلبات الكحول أذية للميتوكوندريا الكبدية مسببةً طرح الإنزيمات المشابهة لناقلة أمين الأسبارتات. تشمل النتائج المخبرية الأخرى: خلايا دم حمراء كبيرة الحجم (متوسط حجم الكرية > 100) وارتفاع مستويات ناقلة الببتيد غاما غلوتاميل والفوسفاتاز القلوية ومستويات البيليروبين. ينخفض مستوى حمض الفوليك في مرضى الكبد الكحولي بسبب انخفاض امتصاص الأمعاء له وزيادة متطلبات نقي العظم منه في ظل وجود الكحول وبسبب وزيادة فقدانه في البول. يعكس مدى كثرة الكريات البيضاء (نضوب خلايا الدم البيضاء) شدة الإصابة الكبدية. تشمل السمات النسيجية للإصابة: أجسام مالوري وميتوكوندريا عملاقة ونخر الخلايا الكبدية وارتشاح العدلات في المنطقة المحيطة بالأوردة. توجد أجسام مالوري في أمراض الكبد الأخرى، وهي عبارة عن تكثيف لمركبات السيتوكيراتين في سيتوبلازما الكبد وليس لها دور الأذية الكبدية. يُظهِر نحو 70 ٪ من مرضى التهاب الكبد الكحولي علامات التشمع في الخزعة عند التشخيص.

## العلاج
يشكل التوقف عن تناول الكحول الركيزة الأساسية في العلاج، ويجب على الأشخاص المصابين بالتهابات الكبد الفيروسية المزمن الامتناع عن تناول الكحول بسبب ارتفاع خطر التطور السريع لأمراض الكبد.

### العلاج الدوائي
لم تجد مراجعة كوكرين لعام 2006 أدلة كافية تدعم استخدام الستيروئيدات الابتنائية في العلاج. ومع ذلك، قد تستخدم الستيروئيدات القشرية في بعض الأحيان، ولكن لا يوصى بهذا إلا في حال وجود التهاب شديد في الكبد.
وُضِع السيليمارين تحت الاختبار باعتباره علاجًا محتمل، ولكن ما تزال النتائج غامضة. تدعي أحد المراجعات فائدة مركب S-أدينوسيل الميثيونين في علاج نماذج تحمل المرض.
ما زالت آثار الأدوية المضادة لعامل النخر الورمي مثل إينفليإكسيمب وإيتانرسبت غير واضحة، وربما تكون ضارة. كذلك، ما تزال الأدلة غير واضحة بالنسبة للبنتوكسيفيلين، وقد يسبب البروبيل ثيوراسيل الأذى. ولا تدعم الأدلة بشكل عام استخدام المكملات الغذائية في أمراض الكبد.

### زرع الكبد
قد يكون تشمع الكبد في حالات نادرة قابلًا للانعكاس، ولكن تبقى العملية المرضية قائمة، وبذلك يكون زرع الكبد العلاج النهائي الوحيد. اليوم، تتشابه نسب البقاء على قيد الحياة بعد زرع الكبد للأشخاص الذين يعانون من مرض الكبد الكحولي وغيره من أمراض الكبد الانتهائية. تكون متطلبات الإدراج في لائحة الزرع نفسها لأمراض الكبد الأخرى باستثناء شرط البقاء دون شرب الكحول لمدة 6 أشهر جنبًا إلى جنب مع التقييم النفسي وإعادة التأهيل. ومع ذلك، تختلف بعض المتطلبات بين مراكز الزرع. تسبب العودة إلى استخدام الكحول بعد وضع المريض على اللائحة إزالته منها، ولكن تبقى إعادة الإدراج ممكنة في العديد من المؤسسات بعد 3 إلى 6 أشهر من الالتزام بعدم شرب الكحول. هناك بيانات محدودة حول نسب البقاء على قيد الحياة في مرضى الزرع على إثر التهاب كبد كحولي حاد، ولكن يُعتقد بأنها مشابهة لنسب البقيا في التهاب الكبد الكحولي غير الحاد وأمراض الكبد الانتهائية الأخرى والتهاب الكبد الكحولي الذي يمتلك درجة أقل من 32 في نموذج تقييم مادري.

## الإنذار
يعتمد إنذار الأشخاص الذين يعانون من المرض الكبدي الكحولي على مدى أذية الأنسجة الكبدية والعوامل المصاحبة الأخرى كالتهابات الكبد الفيروسية المزمنة مثلًا. يتطور التهاب الكبد الكحولي نحو التشمع بنسبة تقدر بنحو 10- 20٪ سنويًا ويصاب في نهاية المطاف 70٪ منهم بالتشمع. تعود أنسجة الكبد ومستويات إنزيماته.

## روابط خارجية
- "Alcoholic liver disease (per capita) (most recent) by country". NationMaster. مؤرشف من الأصل في 2009-06-21. اطلع عليه بتاريخ 2009-07-29.